# Cornetu (okręg Vrancea)
Cornetu – wieś w Rumunii, w okręgu Vrancea, w gminie Slobozia Bradului. W 2011 roku liczyła 1984
mieszkańców